# Terny Beni Hdiel
Terny Beni Hdiel è un comune dell'Algeria, situato nella provincia di Tlemcen.